# Karaburun (poluotok u Albaniji)
Karaburun (albanski: Gadishulli i Karaburunit) je najveći poluotok u Albaniji, a nalazi se u Vlorskom okrugu.
Poluotok se nalazi u jugozapadnoj Albaniji, na istočnoj strani Otrantskih vrata, gdje se Jadransko more spaja s Jonskim morem. Udaljen je 72 km od talijanskog grada Salenta. 
Najviša točka poluotoka je vrh Maja e Koretës s 826 metra nadmorske visine na sjeverozapadu poluotoka je vrh Maja e Ilqes s 733 m. Ima površinu od 62 km2 i nije naseljen. Dug je 16 km a širok od 3 do 4,5 km. 
Poluotok je pod zaštitom države a na njemu se nalazi vojna baza Pasha Liman. Okolne morske vode čine dio Nacionalnog parka Karaburun-Sazan. Na jugu poluotoka i dalje prema kopnu se nalazi Nacionalni park Llogara. Otok Sazan udaljen je 4,8 km a između njih je Mezokanal. Na sjeveru poluotoka se nalazi rt, Kepi I Gjuhëzës, najzapadnija točka kontinentalne Albanije.
Poluotok ima blagu mediteransku klimu s vrućim ljetima i blagim suhim zimama. Na Karaburunu obitava ugrožena glavata želva, a viđena je također i sredozemna medvjedica. Vegetacija je siromašna, nešto hrastovine nalazi se na zapadnoj strani poluotoka dok su na plato Ravene pašnjaci. Istočna strana je prekrivena grmljem i borovima. 

## Vanjske poveznice
Vodič: Vlorë na Wikivoyageu
- Dokumentarni film o Karaburunu, ABC News Albania, Youtube (Albanski)
- Consorzio Nazoinale Interuniversitario per le Scienze del Mare - CRUISE REPORT from Bari to Valona (21-31 May 2007) Alessandra SAVINI, Giorgio BUDILLON